# Каррель, Жан-Антуан
Жан-Антуа́н Карре́ль (фр. Jean-Antoine Carrel; 16 января 1829 года, Италия, Валле-д’Аоста, Вальтурнанш — 26 августа 1890 года, Швейцария, Маттерхорн) — итальянский горный гид и альпинист. Большую часть карьеры провёл в Альпах, где, предприняв ряд попыток восхождений на вершину Маттерхорн, в итоге совершил второе успешное восхождение на вершину. Автор первых восхождений на ряд вершин в Андах, включая высочайшую вершину Эквадора вулкан Чимборасо. Погиб в 1890 году, сопровождая группу на южном склоне Маттерхорна.

## Ранние годы
Жан-Антуан Каррель родился 16 января 1829 года в франкоговорящей деревне Вальтурнанш, расположенной у южного подножия вершины Маттерхорн. Отслужив в Пьемонтской армии в корпусе берсальеров, он уволился из армии для того, чтобы жениться. После службы в армии Жан-Антуан стал горным гидом и охотником. В 1859 году он был снова призван в итальянскую армию для участия во Второй войне за независимость Италии, где сражался против Австрии. Каррель был награждён Памятной медалью Итальянской кампании 1859 года.

## Маттерхорн
Начиная с 1858 года, Жан-Антуан Каррель начал предпринимать попытки восхождений на Маттерхорн. В то время он был одним из немногих альпинистов, которые верили, что Маттерхорн возможно покорить. Однако, наилучшим результатом, которого ему удалось достичь в течение 1858 и 1859 годов, была высота около 3850 метров (12 650 футов) по гребню Лион (с итальянской стороны).
В 1861, 1862 и 1863 году Жан-Антуан Каррель совершил несколько очередных попыток восхождения на Маттерхорн с британским альпинистом Эдуардом Уимпером. Уимпер очень высоко ценил Жан-Антуана Карреля как профессионала и называл его «лучшим скалолазом, которого когда-либо встречал». Но ни одна из их попыток не увенчалась успехом. Во время одной из попыток восхождения без Уимпера (27—28 июля 1862 года), Каррель, сопровождавший группу профессора Джона Тиндаля, совершил первое восхождение на вершину, получившую впоследствии название Пик-Тиндаль (промежуточная вершина Маттерхорна высотой 4241 метр). Во время этого восхождения им удалось достичь высоты 4258 метров, что стало лучшим достижением из всех неудавшихся первых попыток восхождения.

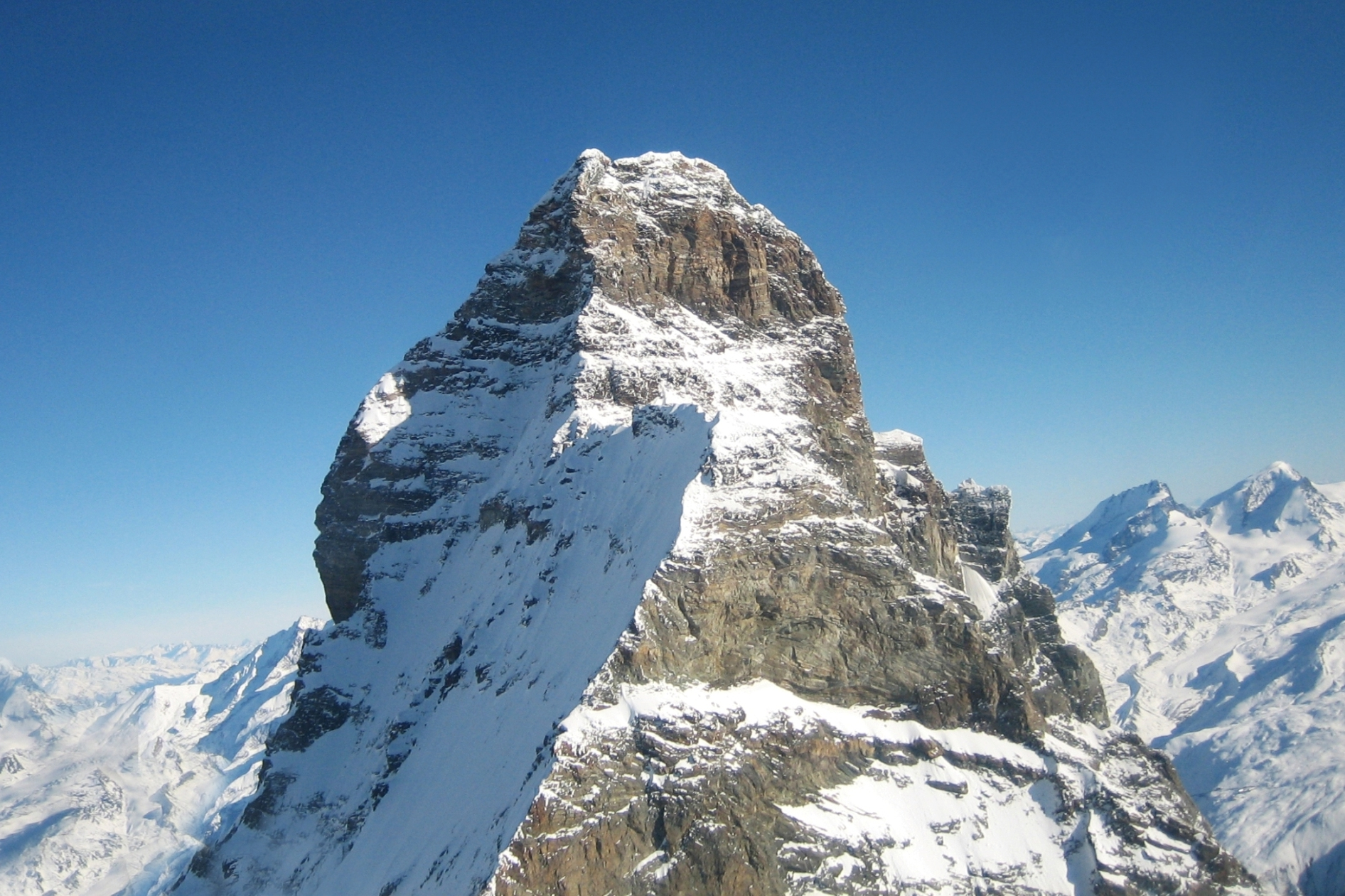
Маттерхорн, гребень Лион

После 1863 года Уимпер на два года оставил попытки покорить Маттерхорн. В то же время, в обстановке строгой секретности в Италии был создан Итальянский Альпийский клуб, первой целью которого стало покорение Маттерхорна как последнего из «великих» непобеждённых альпийских четырёхтысячников. В 1864 году один из авторов проекта Феличе Джордано прибыл в итальянский курорт Брёй-Червиния, чтобы изучить гору и познакомиться с Жан-Антуаном Каррелем. В следующем году, 8 июля 1865 года, он повторно приехал в Брёй-Червиния и нанял Жан-Антуана Карреля и его команду для восхождения с итальянской стороны. Прибывший днём позднее Уимпер получил отказ от Жана-Антуана, который ранее согласился сопровождать его.
Жан-Антуан Каррель и его группа вышла на восхождение 11 июля. Вынужденно проведя несколько дней на склоне горы из-за плохой погоды, они смогли продолжить восхождение только 14 июля. Когда им оставалось около 200 метров до вершины, они увидели группу Уимпера на верху. Жан-Антуан решил, что продолжать восхождение нет смысла, и вернулся назад. Однако, через три дня, 17 июля, они всё же взошли на вершину. Это было второе восхождение на Маттерхорн и первое восхождение по гребню Лион с итальянской стороны.

## Дальнейшая карьера
В последующие годы Жан-Антуан Каррель продолжил работать горным гидом в Альпах, совершив ещё несколько примечательных восхождений. 2 июля 1872 года, совместно Томасом Стюартом Кеннеди и Иоганном Фишером, он был первопроходцем нового маршрута по юго-восточной стене Монблана, который впоследствии стал очень популярным. 17 июля 1876 года Жан-Антуан Каррель был в числе первопроходцев нового сложного маршрута на Монблан-дю-Такюль.
В 1880 году Жан-Антуан Каррель сопровождал Уимпера (также с ними был двоюродный брат Жан-Антуана, горный гидом Луи Каррель) в его экспедиции по Южной Америке, где они сделали несколько восхождений на высочайшие вершины Эквадора. 4 января 1880 года они совершили первое восхождение на высочайшую вершину Эквадора вулкан Чимборасо, и стали первыми европейцами, зашедшими на высоту более 20 000 футов (примерно 6000 метров). Также Каррели и Уимпер совершили первые восхождения на вулканы Антисана (5753 метра, 9 марта 1880 года), Ильиниса (южная вершина, 5126 метров, май 1880 года; Уимпер участия в восхождении не принимал), Каямбе (5790 метров) и несколько других, более низких вершин. Всего Уимпер и Каррели совершили восемь первых восхождений на вулканы Эквадора. Дополнительно к первым восхождениям, они также совершили несколько других восхождений (Корасон, Пичинча, Котопахи, где они провели ночь рядом с кратером вулкана).
17 марта 1882 Жан-Антуан с другими местными гидами, сопровождая итальянца Витторио Селлу, совершили первое зимнее восхождение по гребню Лион на Маттерхорн. В то время зимний альпинизм ещё только зарождался, и их достижение было заметным событием.

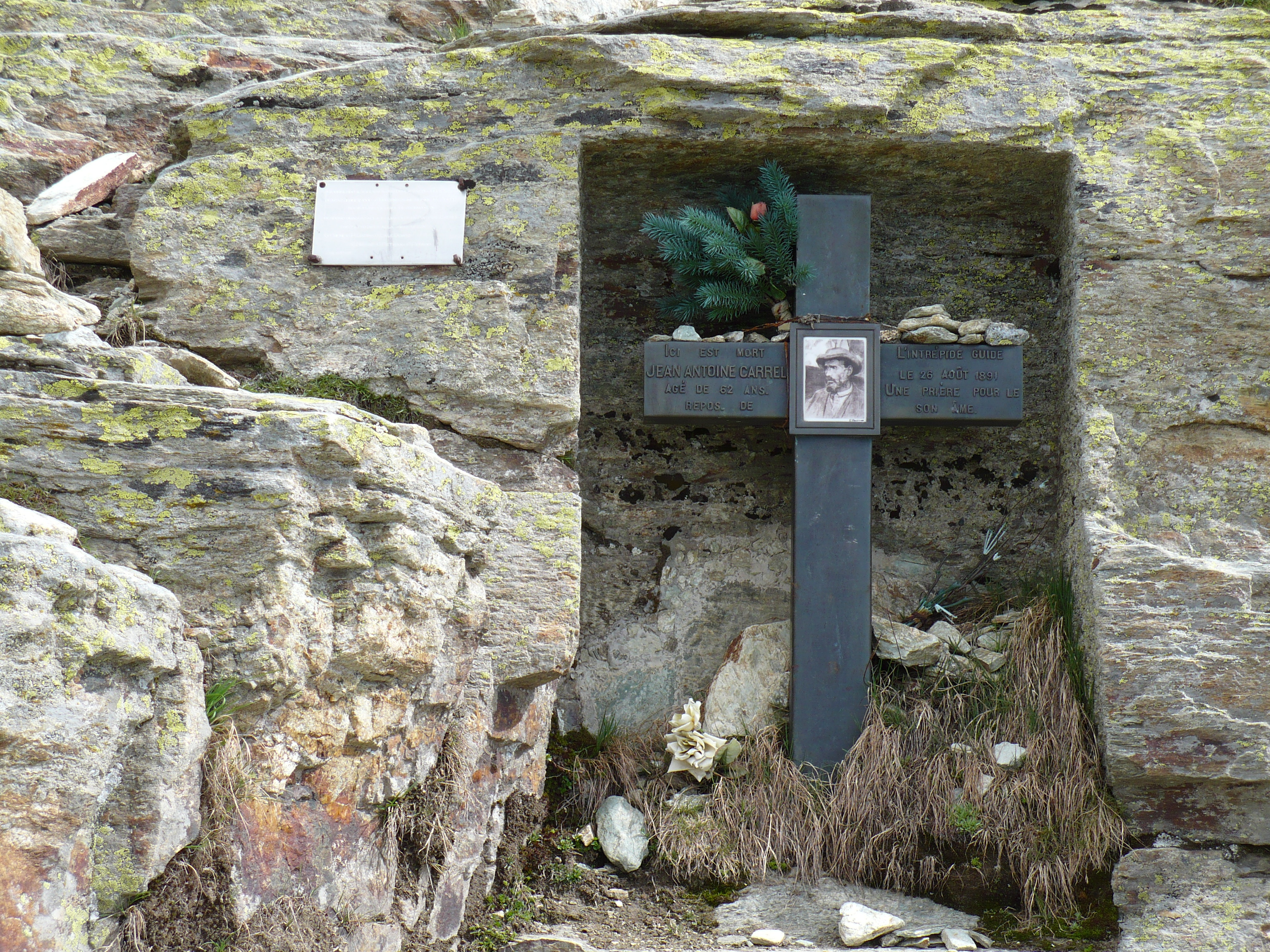
Памятный крест на месте смерти Карреля

## Смерть
Жан-Антуан Каррель погиб 26 августа 1890 года. Вместе с гидом Карло Горре он сопровождал альпиниста Леона Синигалья на восхождении на Маттерхорн. Во время возвращения из приюта Червино они попали в сильный снежный шторм на высоте около 2915 метров. Спустя 16 часов, Каррель сумел вывести группу, но вскоре скончался сам от истощения и сердечного приступа.

## Память
Горный приют «Жан-Антуан Каррель» на гребне Лион на Маттерхорне на высоте 3825 метров назван в честь Жана-Антуана Карреля. Приют расположен за перевалом Коль-дю-Лион. Также в честь Карреля названа вершина Пунта-Каррель высотой 3841 метр, расположенная между Маттерхорном и вершиной Дан-д'Эран. На месте смерти Карреля установлен памятный крест.
В 1920—1930 годах, в период повышенного интереса к альпинистской тематике в кинематографе, вышло несколько фильмов, рассказывающих о первых восхождениях на Маттерхорн, в которых повествуется и о Жан-Антуане Карреле в том числе. В 1928 году вышел фильм «Der Kampf ums Matterhorn» («Fight for the Matterhorn», «Сражение за Маттерхорн») производства Швейцарии и Германии о противостоянии английских и итальянских альпинистов за первовосхождение на Маттерхорн. Это было немое кино итальянских режиссёров Марио Боннарда и Нунцио Маласоммы. Главную роль в фильме исполнил немецкий актёр Луис Тренкер, сыгравший Эдуарда Уимпера. Через 10 лет, в 1938 году, Тренкер уже в качестве режиссёра выпустил 2 ремейка этого фильма, «The Challenge» (Англия) и «Der Berg ruft!» (Германия; «The Mountain Calls»). В обоих фильмах Тренкер сыграл роль Жана-Антуана Карреля.
Жан-Антуан Каррель был помещён в список 10 лучших горных гидов всех времён по версии «The Mountain Encyclopedia».